# Kampbreen
Der Kampbreen (norwegisch für Klippengletscher) ist ein 13 km langer Gletscher im ostantarktischen Königin-Maud-Land. Im Gebirge Sør Rondane fließt er in nordwestlicher Richtung zwischen den Austkampane an der Westflanke sowie dem Nordhaugen, dem Mehaugen und dem Sørhaugen im Osten.
Norwegische Kartografen, die ihn auch deskriptiv benannten, kartierten ihn 1957 anhand von Luftaufnahmen, die bei der US-amerikanischen Operation Highjump (1946–1947) entstanden waren.